# 33334 Turon
33334 Turon este o planetă minoră (asteroid), cu un diametru de 6,067 km, din centura de asteroizi. A fost descoperită pe 11 noiembrie 1998 la Caussols de OCA-DLR Asteroid Survey⁠(d). 
Obiectul prezintă o orbită caracterizată de o semiaxă mare de 2,9986786 UAi, o excentricitate de 0,03, o înclinație de 12,03091 ° în raport cu ecliptica.